# UCI ProSeries 2025
Navigation
Édition précédente Édition suivante
L'UCI ProSeries 2025 est la sixième édition de l'UCI ProSeries, le deuxième niveau de compétition dans l'ordre d'importance du cyclisme sur route masculin après l'UCI World Tour. Cette division, gérée par  l'Union cycliste internationale, est composée de 58 épreuves organisées du 5 février au 19 octobre 2025 en Europe et en Asie.

## Équipes
Les équipes qui peuvent participer aux différentes courses dépendent de leur licence.
| Catégorie                 | Équipes |
| ------------------------- | --- |
| 1.Pro (Course d'un jour)  | * UCI WorldTeam (max 70 %) * UCI ProTeam * Équipe continentale du pays * Équipe continentale étrangère (max 2) * Sélection nationale du pays organisateur |
| 2.Pro (Course par étapes) | * UCI WorldTeam (max 70 %) * UCI ProTeam * Équipe continentale du pays * Équipe continentale étrangère (max 2) * Sélection nationale du pays organisateur |

## Courses
Il regroupe au total cinquante-huit épreuves, trente-cinq courses d'un jour (1.Pro) et vingt-trois courses par étapes (2.Pro).
Parmi les changements par rapport à la saison passée, on note le retour du Mont Ventoux Dénivelé Challenges, annulé l'an passé et une nouvelle épreuve, la Classique Dunkerque, disputée la veille des Quatre Jours de Dunkerque.

## Calendrier et résultats
| #  | Date                   | Course                            | Pays               | Classe | Vainqueur           | Équipe                     |
| -- | ---------------------- | --------------------------------- | ------------------ | ------ | ------------------- | -------------------------- |
| 1  | 5-9 février            | Tour de la Communauté valencienne | Espagne            | 2.Pro  | Santiago Buitrago   | Bahrain Victorious         |
| 2  | 8-12 février           | Tour d'Oman                       | Oman               | 2.Pro  | Adam Yates          | UAE Emirates XRG           |
| 3  | 16 février             | Figueira Champions Classic        | Portugal           | 1.Pro  | António Morgado     | UAE Emirates XRG           |
| 4  | 16 février             | Clásica de Almería                | Espagne            | 1.Pro  | Milan Fretin        | Cofidis                    |
| 5  | 19-23 février          | Tour d'Andalousie                 | Espagne            | 2.Pro  | Pavel Sivakov       | UAE Emirates XRG           |
| 6  | 19-23 février          | Tour de l'Algarve                 | Portugal           | 2.Pro  | Jonas Vingegaard    | Visma-Lease a Bike         |
| 7  | 1 mars                 | Ardèche Classic                   | France             | 1.Pro  | Romain Grégoire     | Groupama-FDJ               |
| 8  | 2 mars                 | Drôme Classic                     | France             | 1.Pro  | Juan Ayuso          | UAE Emirates XRG           |
| 9  | 2 mars                 | Kuurne-Bruxelles-Kuurne           | Belgique           | 1.Pro  | Jasper Philipsen    | Alpecin-Deceuninck         |
| 10 | 5 mars                 | Trofeo Laigueglia                 | Italie             | 1.Pro  | Juan Ayuso          | UAE Emirates XRG           |
| 11 | 19 mars                | Nokere Koerse                     | Belgique           | 1.Pro  | Nils Eekhoff        | Picnic PostNL              |
| 12 | 19 mars                | Milan-Turin                       | Italie             | 1.Pro  | Isaac Del Toro      | UAE Emirates XRG           |
| 13 | 20 mars                | Grand Prix de Denain              | France             | 1.Pro  | Matthew Brennan     | Visma-Lease a Bike         |
| 14 | 21 mars                | Bredene Koksijde Classic          | Belgique           | 1.Pro  | Edward Theuns       | Lidl-Trek                  |
| 15 | 5 avril                | Grand Prix Miguel Indurain        | Espagne            | 1.Pro  | Thibau Nys          | Lidl-Trek                  |
| 16 | 7-11 avril             | Tour de Hainan                    | Chine              | 2.Pro  | Kyrylo Tsarenko     | Solution Tech-Vini Fantini |
| 17 | 9 avril                | Grand Prix de l'Escaut            | Belgique           | 1.Pro  | Tim Merlier         | Soudal Quick-Step          |
| 18 | 18 avril               | Flèche brabançonne                | Belgique           | 1.Pro  | Remco Evenepoel     | Soudal Quick-Step          |
| 19 | 21-25 avril            | Tour des Alpes                    | Italie et Autriche | 2.Pro  | Michael Storer      | Tudor                      |
| 20 | 27 avril-4 mai         | Tour de Turquie                   | Turquie            | 2.Pro  | Wout Poels          | XDS Astana                 |
| 21 | 10 mai                 | Grand Prix du Morbihan            | France             | 1.Pro  | Benoît Cosnefroy    | Decathlon AG2R La Mondiale |
| 22 | 11 mai                 | Tro Bro Leon                      | France             | 1.Pro  | Bastien Tronchon    | Decathlon AG2R La Mondiale |
| 23 | 13 mai                 | Classique Dunkerque               | France             | 1.Pro  | Pascal Ackermann    | Israel-Premier Tech        |
| 24 | 14-18 mai              | Quatre Jours de Dunkerque         | France             | 2.Pro  | Samuel Watson       | Ineos Grenadiers           |
| 25 | 14-18 mai              | Tour de Hongrie                   | Hongrie            | 2.Pro  | Harold Martín López | XDS Astana                 |
| 26 | 29 mai-1 juin          | Boucles de la Mayenne             | France             | 2.Pro  | Aaron Gate          | XDS Astana                 |
| 27 | 29 mai-1 juin          | Tour de Norvège                   | Norvège            | 2.Pro  | Matthew Brennan     | Visma-Lease a Bike         |
| 28 | 4-8 juin               | Tour de Slovénie                  | Slovénie           | 2.Pro  | Anders Johannessen  | Uno-X Mobility             |
| 29 | 8 juin                 | Brussels Cycling Classic          | Belgique           | 1.Pro  | Tim Merlier         | Soudal Quick-Step          |
| 30 | 14 juin                | À travers le Hageland             | Belgique           | 1.Pro  | Paul Magnier        | Soudal Quick-Step          |
| 31 | 17 juin                | Mont Ventoux Dénivelé Challenges  | France             | 1.Pro  | annulé              | annulé                     |
| 32 | 18-22 juin             | Tour de Belgique                  | Belgique           | 2.Pro  | Filippo Baroncini   | UAE Emirates XRG           |
| 33 | 6-13 juillet           | Tour du lac Qinghai               | Chine              | 2.Pro  | Henok Mulubrhan     | XDS Astana                 |
| 34 | 26-30 juillet          | Tour de Wallonie                  | Belgique           | 2.Pro  | Corbin Strong       | Israel-Premier Tech        |
| 35 | 5-9 août               | Tour de Burgos                    | Espagne            | 2.Pro  | Isaac Del Toro      | UAE Emirates XRG           |
| 36 | 7-10 août              | Arctic Race of Norway             | Norvège            | 2.Pro  | Corbin Strong       | Israel-Premier Tech        |
| 37 | 12-16 août             | Tour du Danemark                  | Danemark           | 2.Pro  | Mads Pedersen       | Lidl-Trek                  |
| 38 | 15 août                | Circuit franco-belge              | Belgique           | 1.Pro  | Jonas Abrahamsen    | Uno-X Mobility             |
| 39 | 20-24 août             | Tour d'Allemagne                  | Allemagne          | 2.Pro  |                     |                            |
| 40 | 2-7 septembre          | Tour de Grande Bretagne           | Royaume-Uni        | 2.Pro  |                     |                            |
| 41 | 6 septembre            | Maryland Cycling Classic          | États-Unis         | 1.Pro  |                     |                            |
| 42 | 7 septembre            | Grand Prix de Larciano            | Italie             | 1.Pro  |                     |                            |
| 43 | 11 septembre           | Coppa Sabatini                    | Italie             | 1.Pro  |                     |                            |
| 44 | 14 septembre           | Grand Prix de Fourmies            | France             | 1.Pro  |                     |                            |
| 45 | 17 septembre           | Grand Prix de Wallonie            | Belgique           | 1.Pro  |                     |                            |
| 46 | 17-21 septembre        | Tour de Luxembourg                | Luxembourg         | 2.Pro  |                     |                            |
| 47 | 20 septembre           | Super 8 Classic                   | Belgique           | 1.Pro  |                     |                            |
| 48 | 28 septembre-5 octobre | Tour de Langkawi                  | Malaisie           | 2.Pro  |                     |                            |
| 49 | 3 octobre              | Tour de Münster                   | Allemagne          | 1.Pro  |                     |                            |
| 50 | 3 octobre              | Tour d'Emilie                     | Italie             | 1.Pro  |                     |                            |
| 51 | 6 octobre              | Coppa Bernocchi                   | Italie             | 1.Pro  |                     |                            |
| 52 | 7 octobre              | Trois vallées varésines           | Italie             | 1.Pro  |                     |                            |
| 53 | 9 octobre              | Tour du Piemont                   | Italie             | 1.Pro  |                     |                            |
| 54 | 9-12 octobre           | Tour du lac Taihu                 | Chine              | 2.Pro  |                     |                            |
| 55 | 12 octobre             | Paris-Tours                       | France             | 1.Pro  |                     |                            |
| 56 | 15 octobre             | Tour de Vénétie                   | Italie             | 1.Pro  |                     |                            |
| 57 | 19 octobre             | Japan Cup                         | Japon              | 1.Pro  |                     |                            |
| 58 | 19 octobre             | Veneto Classic                    | Italie             | 1.Pro  |                     |                            |

## Points attribués pour les classements UCI
Les courses ProSeries attribuent des points au classement mondial UCI 2025 selon le barème suivant :
| Position                  | 1er | 2e  | 3e  | 4e  | 5e | 6e | 7e | 8e | 9e | 10e | 11e | 12e | 13e | 14e | 15e | 16e à 30e | 31e à 40e |
| Classement général        | 200 | 150 | 125 | 100 | 85 | 70 | 60 | 50 | 40 | 35  | 30  | 25  | 20  | 15  | 10  | 5         | 3         |
| Par étapes                | 20  | 15  | 10  | 5   | 3  |    |    |    |    |     |     |     |     |     |     |           |           |
| Port du maillot de leader | 5   |     |     |     |    |    |    |    |    |     |     |     |     |     |     |           |           |